# Naja samarensis
Naja samarensis eller Sydfilippinsk spottkobra är en ormart som beskrevs av Peters 1861. Naja samarensis ingår i släktet Naja och familjen giftsnokar. IUCN kategoriserar arten globalt som livskraftig. Inga underarter finns listade i Catalogue of Life.
Arten förekommer på södra Filippinerna. Den vistas i låglandet och i kulliga områden upp till 800 meter över havet. Habitatet utgörs av skogar, odlingsmark och trädgårdar.